# Eddy van der Roer
Ed (Eddy) van der Roer (Batavia, 29 december 1946) is een voormalig doelman van SVV en Excelsior.
Van der Roer maakte namens SVV zijn debuut in het betaalde voetbal. In 1969 werd Van der Roer met de Schiedammers kampioen van de eerste divisie. Maar na één seizoen op het hoogste niveau degradeerde SVV in 1970.
Hierop maakte Van der Roer de overstap naar Excelsior. Met de Kralingers speelde hij drie seizoenen op rij in de eredivisie. Na de degradatie in 1973 volgde een jaar later het kampioenschap in de eerste divisie. Na opnieuw twee seizoenen op het hoogste niveau volgde in 1976 wederom degradatie naar de eerste divisie. Twee jaar later moest Van der Roer noodgedwongen een punt achter zijn loopbaan zetten wegens chronische knieklachten.
Eddy van der Roer is de vader van oud-profvoetballer Edgar van der Roer, die onder meer uitkwam voor Sparta, VVV en ADO Den Haag.